# Onychoprion
Onychoprion is een geslacht van vogels uit de familie meeuwen (Laridae). Het geslacht telt 4 soorten.

## Soorten
- Onychoprion aleuticus  –  Aleoetenstern
- Onychoprion anaethetus  –  Brilstern
- Onychoprion fuscatus  –  Bonte stern
- Onychoprion lunatus  –  Fijistern